# Кончето (заслон)
 За седловината със същото име вижте Кончето.  
„Кончето“ е алпийски заслон в Пирин планина, България, на 500 м (15 мин) югоизточно от връх Баюви дупки (2820 м), по главното било. Надморската височина е 2760 м.
Представлява дървена барака с двойни стени, с единствено вътрешно помещение. Цялата конструкция е осигурена против лошо време със стоманени струни към скалите. В заслона има 4 двойни и 2 единични дървени нара и при необходимост в него могат да преспят до 10 – 15 души. Няма водоснабдяване и електрификация, няма санитарни помещения, в заслона има одеяла. Затова и ползването му за преспиване се препоръчва само при крайна необходимост.
На 1 август 2018 година започва основен ремонт на заслона.

## Туристически маршрути
Построен е през 1955 от алпинисти и архитекти от Пловдив и Разлог из между тях: Крум Даракчиев от Разлог, 2-те му дъщери Емилия и Росица и съпругата му Мария. Оригиналният материал е бил дървени дъски, който впоследствие се заменя. Всичко необходимо се е пренасяло и с помощта на магарета.
От хижа „Яворов“ до заслона се стига за около 3:30 часа по маркирана в червено пътека покрай каменните образувания Стълбите, през Бункера, Суходолското езеро, превала Разложки суходол и по подсичаща пътека под върховете Разложки суходол, Каменитица и Баюви дупки. Има и алтернативна пътека по самото карстово било.
В околността на заслона няма вода, последното удобно място за пълнене на вода е Суходолското езеро.
В близост до заслона се намира карстов ръб със същото име. Най-малката ширина на ръба е 50 см. Труден эа преминаване при лошо време.